# Cassidispa fermoralis
Cassidispa fermoralis is een keversoort uit de familie bladkevers (Chrysomelidae). De wetenschappelijke naam van de soort werd in 1976 gepubliceerd door Chen & Yu.